# ퟁ
ퟁ는 ㅣ와 ㅗ와 ㅣ를 합친, 현재로는 존재하지 않는 옛 한글이며 한글 낱자이다. 영어로는 ioi 발음이 나겠다. 예를 들어 ᄃퟁ은 dioi 발음이 나겠다.